# 見込み捜査
見込み捜査（みこみそうさ）とは、予め犯人像を決め付けた上で、行われる捜査を指す。犯人像と合致する者は、最初から犯人であるとの前提で捜査がなされ、犯人像と合致しない者は、捜査の対象にすらならないかもしれない。冤罪を起こし、真犯人を逃す温床になる。ただし、犯人像が絞れない事件は、未解決事件になる可能性がある。

## 有名な見込み捜査
- 足利事件

「独身の中年男性で、子供好き」という無辜の人間も対象にする恐れのある大雑把で乱暴なプロファイリングが描かれ、それに合致しただけの幼稚園バスの運転手が逮捕・起訴・長期収監されることになった。
- 神戸連続児童殺傷事件

「ワンボックスカーに乗った30代の男」との犯人像が一人歩きし、捕まえてみたら、容疑者は14歳の中学3年生だった。